# Dzsedefptah
Dzsedefptah egyiptomi herceg, Sepszeszkaf és Bunefer fia. Egyes adatok szerint Sepszeszkaf után mintegy két évig uralkodott is. 

## Élete
Névgyűrűbe írt neve nem maradt fenn, vagy a királylisták olvashatatlan részein van. Mind Hafré, mind Sepszeszkaf neve után a torinói királylistán nagy hézag van. A szakkarai királylista a IV. dinasztiában kilenc uralkodót tartalmaz, az abüdoszi királylista viszont csak hatot. Kortárs adat egyáltalán nincs róla, ezért uralkodása nem bizonyos, az egyiptológusok egy része egyáltalán nem említi a királyok között. Manethónnál és Sextus Iulius Africanus királylistáján talán a Thamphthisz (ógörögül: Θαμφθις) névvel azonosítható.
A IV–V. dinasztia váltásának körülményei összességében a homályba vesznek. Annyi látszik bizonyosnak, hogy Sepszeszkaf főfeleségét, I. Hentkaueszt Uszerkaf, Ré főpapja vette feleségül, és ennek eredményeképp ő lett az V. dinasztia megalapítója. Nem tudjuk, hogy Sepszeszkaf fiai – köztük Dzsedefptah – hogyan estek ki a trónöröklésből, és miért kellett elfogadniuk Uszerkaf hatalmát. Van olyan elképzelés, miszerint Uszerkaf valójában nem alapított dinasztiát, hanem Hentkauesz és Sepszeszkaf gyermekei voltak a következő királyok. Ez esetben feltehető, hogy Dzsedefptah korai halála miatt Uszerkaf csak régensként uralkodott az anyakirálynő mellett, majd a trónöröklés szabályos rendben folytatódott a halála után.
Az egyiptológusok Dzsedefptah személyét a későbbi történetírók (Manethón és Africanus) Thamphthisz nevű uralkodójának azonosítása során vetették fel, aki náluk a IV. dinasztia utolsó uralkodója. Euszebiosz viszont már csak annyit írt róla, hogy „nem csinált semmi említésre méltót”, majd Eratoszthenész Pentatlosz egyáltalán nem említette. Edward Meyer 1887-ben egyszerű trónbitorlónak tartotta, akit ezért nem vettek fel a királylistákra. Jánosi Péter véleménye szerint Thamphthisz teljesen fiktív személy, ezért egyáltalán nem kell figyelembe venni. Wilfried Seipel és Hermann Schlögl Hentkauesszel azonosították. Wolfgang Helck viszont Hentkauesz egyik fiával, a papi tisztséget is viselő Dzsedefptahhal azonosította.

## Titulatúra
A fáraók titulatúrájának magyarázatát és történetét lásd az Ötelemű titulatúra szócikkben.
| G39 | N5 | \| \| |
|     |    |       |

|  |

| G39 | N5 | \| \| |
|     |    |       |

|  |

| C19 | I9 | R11 |

| C19 | I9 | R11 |

| C19 | I9 | R11 |

| C19 | I9 | R11 |

| C19 | I9 | R11 |

| C19 | I9 | R11 |

| C19 | I9 | R11 |

| C19 | I9 | R11 |

| G39 | N5 | \| \| |
|     |    |       |

|  |

| G39 | N5 | \| \| |
|     |    |       |

|  |

| C19 | I9 | R11 |

| C19 | I9 | R11 |

| C19 | I9 | R11 |

| C19 | I9 | R11 |

| C19 | I9 | R11 |

| C19 | I9 | R11 |

| C19 | I9 | R11 |

| C19 | I9 | R11 |